# 부부 일기
《부부 일기》(영어: Husbands and Wives)는 미국에서 제작된 1992년 코미디 드라마 영화이다. 우디 앨런이 감독, 각본, 주연을 맡았고, 로버트 그린헛 등이 제작에 참여하였다. 1993년 제65회 아카데미상에서 여우 조연상(주디 데이비스)과 각본상(앨런) 총 2개 부문에 후보로 지명되었다.

## 줄거리
이 영화는 잭과 샐리, 게이브와 주디 두 커플의 이야기를 따라간다. 영화는 잭과 샐리가 게이브와 주디의 아파트를 방문하여 헤어짐을 알리는 것으로 시작된다. 게이브는 충격을 받지만, 주디는 이를 개인적으로 받아들이고 깊이 상처받는다. 네 사람은 여전히 상황에 대해 혼란스러워하며 중국 식당으로 저녁 식사를 하러 간다.
몇 주 후, 샐리는 오페라와 저녁 식사를 위해 동료의 아파트를 방문한다. 그녀는 동료의 전화로 잭에게 전화하여 그가 새로운 사람을 만났다는 것을 알고 결혼 생활 중에 불륜을 저질렀다고 비난한다.
주디와 게이브는 잭의 새로운 여자친구인 에어로빅 트레이너 샘을 만난다. 주디와 샘이 쇼핑을 가는 동안, 게이브는 샘을 "칵테일 웨이트리스"라고 부르고 잭에게 샐리를 버리고 샘을 선택한 것은 미친 짓이라고 말한다. 나중에 주디는 잡지 동료인 마이클을 샐리에게 소개한다. 그들은 데이트를 시작하지만, 샐리는 관계에 만족하지 못한다.
한편, 게이브는 자신의 소설 원고를 읽고 비판하는 젊은 학생 레인과 친구가 된다. 그들은 그녀의 21번째 생일 파티에서 로맨틱한 순간을 공유하지만, 게이브는 더 이상 관계를 진전시키지 않기로 결정한다.
파티에서 잭은 샐리가 다른 사람과 만난다는 사실을 알고 질투한다. 그와 샘은 격렬하게 말다툼하고, 잭은 집으로 운전해 돌아와 샐리가 마이클과 침대에 있는 것을 발견한다. 그는 샐리에게 결혼 생활에 다시 한번 기회를 주자고 요청하지만, 그녀는 거절한다.
채 2주도 되지 않아 잭과 샐리는 다시 재결합하고 게이브와 주디를 저녁 식사에 초대한다. 그 후, 주디와 게이브는 주디가 자신의 시를 공유하지 않는 것에 대해 말다툼하고, 게이브는 그녀에게 실패한 접근을 시도한다. 주디는 그에게 관계가 끝났다고 생각한다고 말하고, 일주일 후 게이브는 집을 나간다. 주디는 마이클과 만나기 시작한다.
결국, 잭과 샐리는 여전히 결혼 생활의 문제로 고통받지만, 함께 지내는 대가로 받아들인다. 게이브는 혼자 살고 있으며 자신을 포함하여 누구에게도 상처를 주지 않기 위해 데이트를 하지 않는다. 영화는 게이브가 보이지 않는 다큐멘터리 제작진에게 떠나도 되는지 묻는 것으로 끝난다.

## 출연진
- 우디 앨런
- 미아 패로
- 주디 데이비스
- 시드니 폴랙
- 줄리엣 루이스
- 리엄 니슨
- 리젯 앤서니
- 크리스티 코너웨이
- 론 리프킨
- 브루스 제이 프리드먼
- 제프리 컬런드
- 갤럭시 크레이즈
- 블라이드 대너

## 기타 제작진
- 공동 제작: 조지프 하트윅, 헬렌 로빈
- 배역: 줄리엣 테일러
- 미술: 산토 로콰스토
- 의상: 제프리 컬런드